# Flags of the World
Flags of the World er en website og mailing-liste, der beskæftiger sig med vexillologi, dvs. det videnskabelige studium af flag. FotW betragtes som internettets største vexillologiwebsite. Mailing-listen begyndte som diskussionsgruppe omkring september 1993, og Giuseppe Bottasini åbnede websiten i slutningen af 1994.
I 2001 blev FotW medlem af International Federation of Vexillological Associations.
Både website og mailing-liste er på engelsk, selv om medlemsskaren er fra hele verden. Mailing-listen bestyres af en listmaster, der har to hjælpere, mens websiten koordineres af en Editorial Director, der leder en gruppe frivillige redaktører.